# Vincenzo Lancia

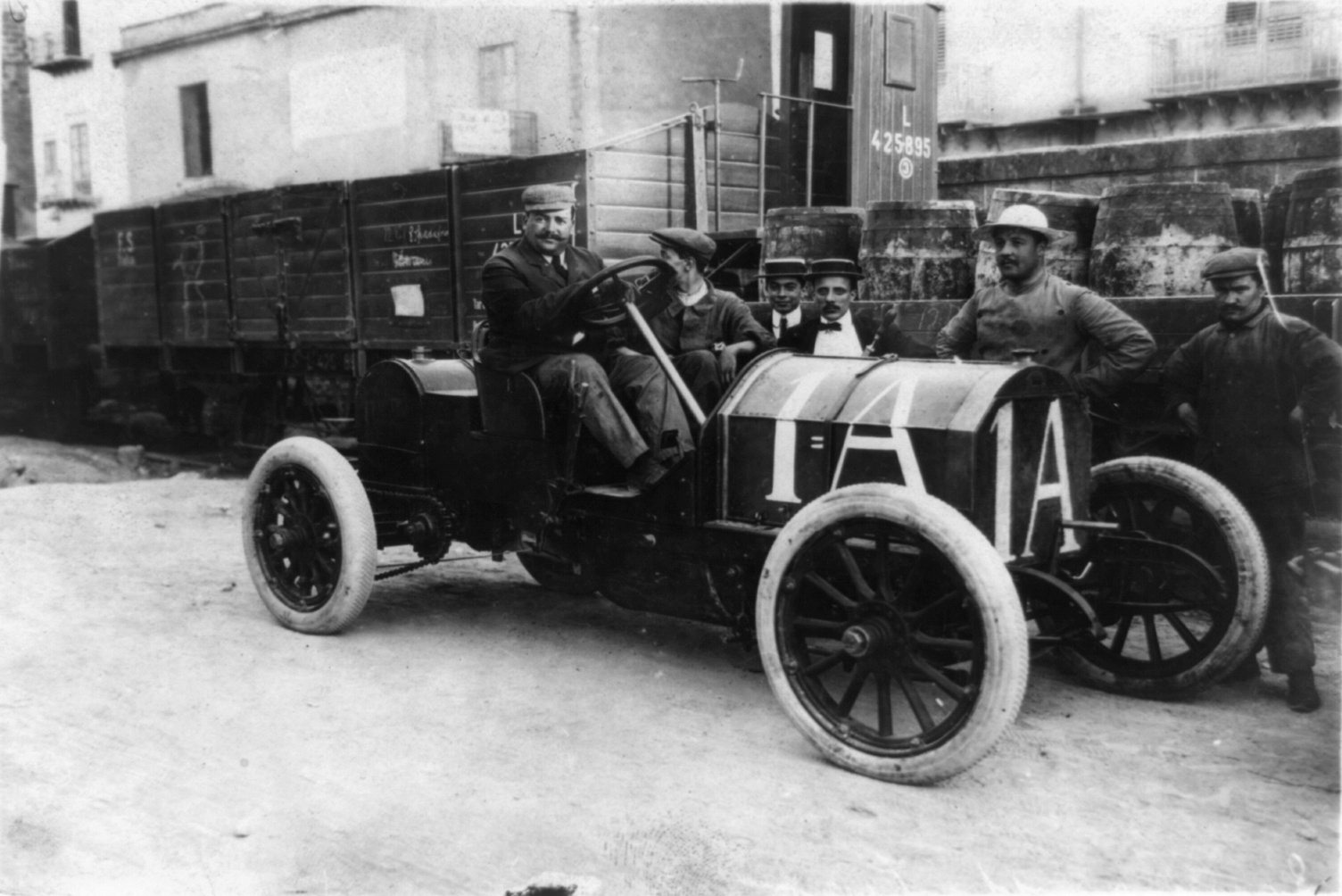
Vincenzo Lancia a bordo del Fiat 50 hp en la prueba de Targa Florio de 1908.

Vincenzo Lancia (Fobello, 24 de agosto de 1881-Turín, 15 de febrero de 1937) fue un ingeniero y piloto italiano, fundador de Lancia.

## Biografía
Vincenzo Lancia nació en una pequeña villa en el pueblo de Valsesia el 24 de agosto de 1881, cerca de Turín. Era el más joven de cuatro hermanos; su padre fue un comerciante de sopas enlatadas que vivió durante algunos años en Argentina para luego retornar a otros negocios en Turín. Desde temprana edad mostró un gran interés por los números, a los que se dedicó durante algún tiempo como contador; sin embargo, el interés en la ingeniería y la maquinaria automovilística marcarían el rumbo de su carrera.
Con el tiempo se convirtió en aprendiz con Giovanni Battista Ceirano, un importador de bicicletas para Turín, y fue nombrado contador en el listado de personal de la compañía Ceirano en 1898, donde también desarrolló sus habilidades en ingeniería, diseño y construcción, además de la paciencia, perseverancia y determinación, que le permitirían hacer frente a la mayoría de los problemas que se le presentarían.
En febrero de 1899 Vincenzo Lancia fue enviado para ayudar en el aspecto mecánico al conde Carlo Biscaretti di Ruffia, propietario de un Mercedes Benz, convirtiéndose rápidamente en amigo de Vincenzo y quien posteriormente diseñaría el famoso escudo como logo de la futura compañía de automóviles Lancia, además de ocupar un importante lugar en el desarrollo temprano de la marca.
Vincenzo, sin embargo, era ahora inspector en jefe de Fiat y también piloto de pruebas, a pesar de sus escasos 19 años de edad. Su conducción impresionó a los jefes de Fiat y fue invitado a conducir sus coches en las carreras, produciéndose su primer éxito en 1900, en su segunda carrera con Fiat. Vincenzo Lancia realizó la primera vuelta del primer Gran Premio de Francia en Le Mans con un tiempo de 53 minutos y 42 segundos. Era un conductor excepcionalmente rápido, a menudo el más rápido de todos, pero su exuberancia lo llevaba a cometer comúnmente errores durante la competencia.
Su primer coche fue construido en 1907, el Alfa 12 HP, que introdujo una gran parte de la tecnología que ahora se da por sentada. Durante su gestión al frente de la marca se desarrollaron modelos tan innovadores como el Lancia Lambda y el Aprilia. Murió de un ataque al corazón el 15 de febrero de 1937, justo antes de la producción en masa del Aprilia. Murió a los 55 años de edad y sus restos están enterrados en Fobello. Su esposa Adele Miglietti Lancia y su hijo Gianni Lancia continuaron la gestión del fabricante de automóviles desde 1937 hasta 1955, cuando la compañía pasó a manos de la familia Pasenti, quienes mantuvieron activa la producción hasta 1969, fecha en la que fue finalmente adquirida por el grupo Fiat.